# Pennisetum glaucum
Pennisetum glaucum är en gräsart som först beskrevs av Carl von Linné, och fick sitt nu gällande namn av Robert Brown. Pennisetum glaucum ingår i släktet borstgräs, och familjen gräs. Inga underarter finns listade i Catalogue of Life.

## Bildgalleri

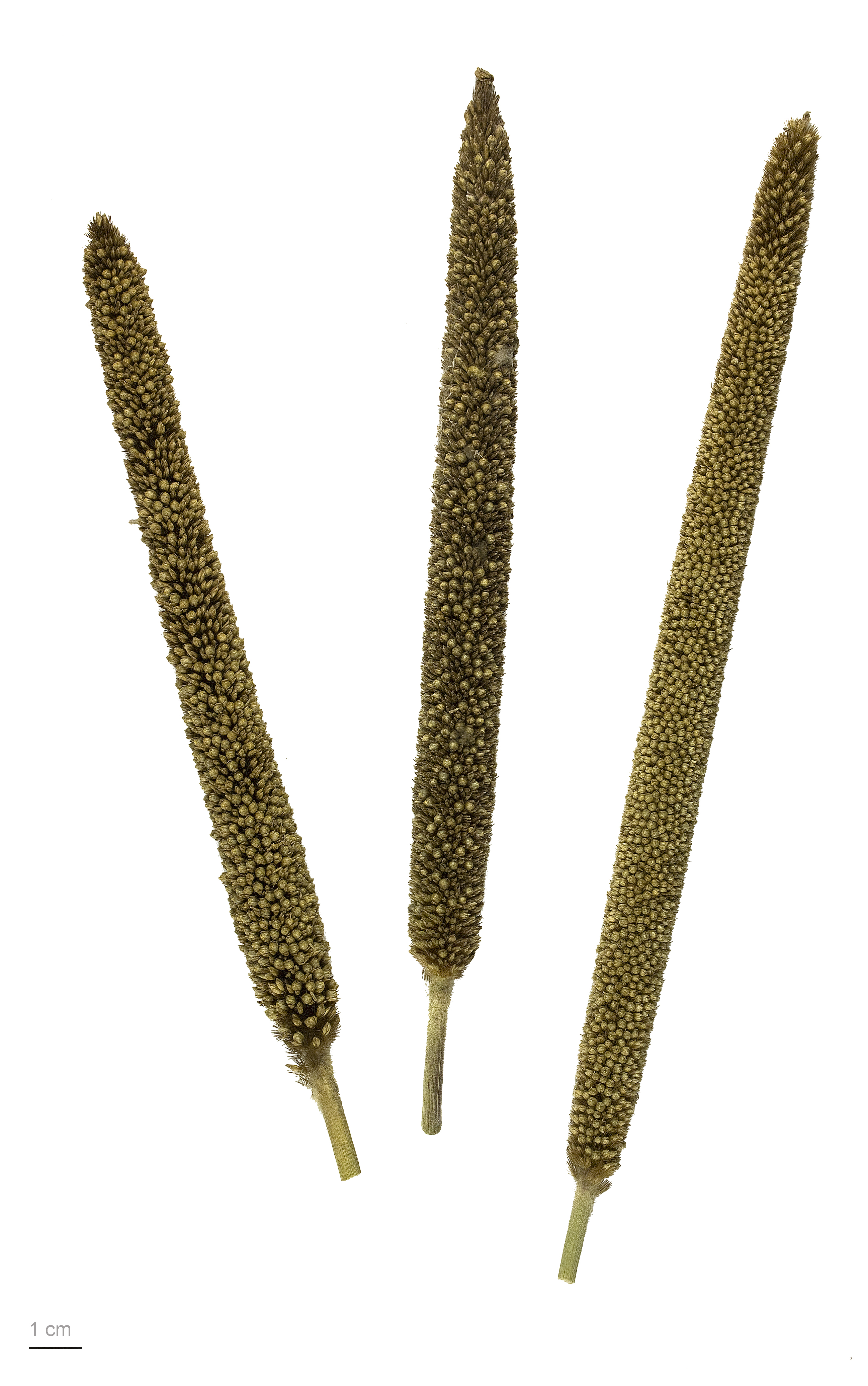
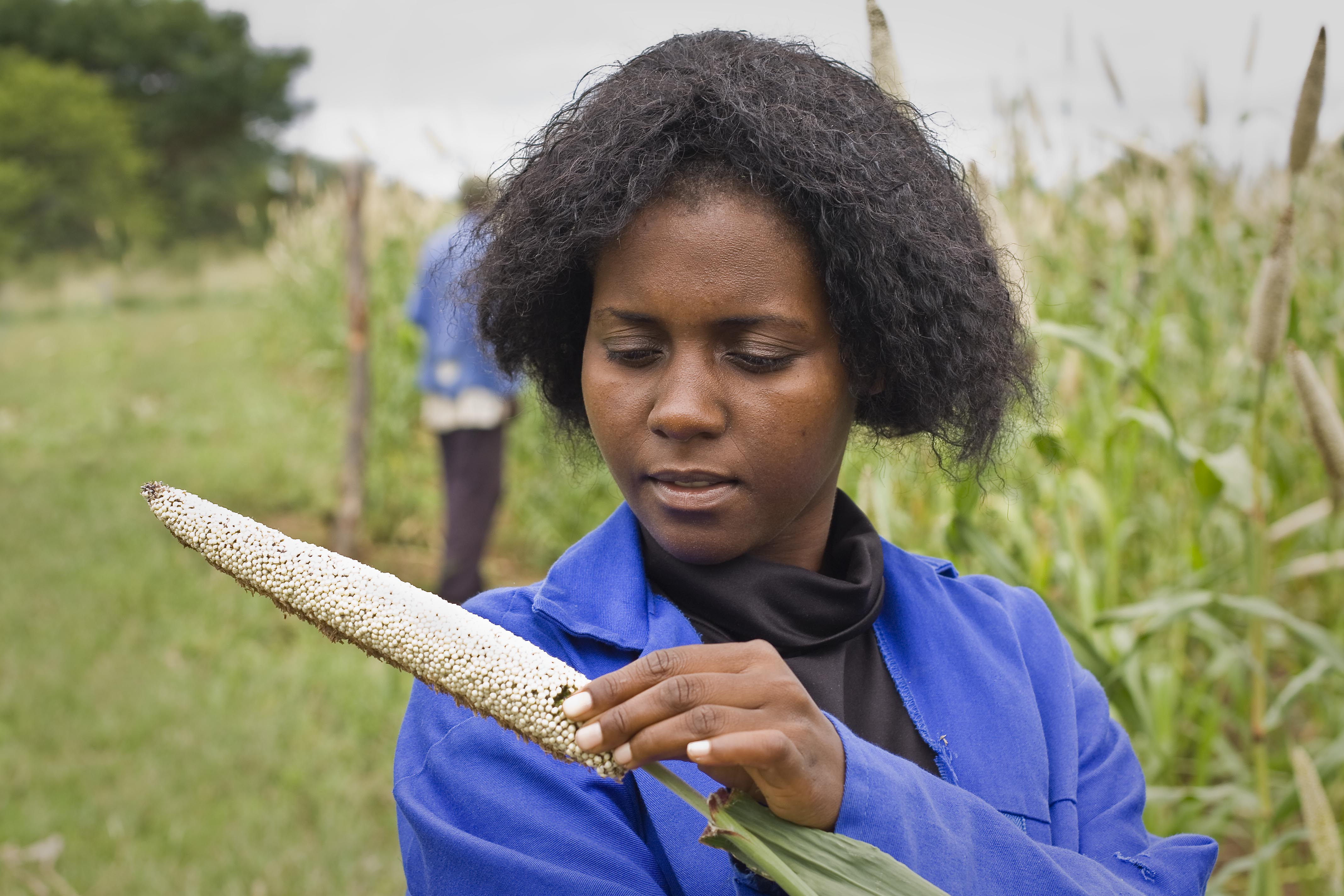